# Meßnerin
Meßnerin är ett berg i Österrike.   Det ligger i distriktet Bruck-Mürzzuschlag och förbundslandet Steiermark, i den östra delen av landet, 120 km sydväst om huvudstaden Wien. Toppen på Meßnerin är 1 835 meter över havet, eller 593 meter över den omgivande terrängen. Bredden vid basen är 5,9 km.
Terrängen runt Meßnerin är kuperad söderut, men norrut är den bergig. Närmaste större samhälle är Eisenerz, 15,3 km väster om Meßnerin. 
I omgivningarna runt Meßnerin växer i huvudsak blandskog. Runt Meßnerin är det ganska glesbefolkat, med 48 invånare per kvadratkilometer.